# Vaduzi várkastély
A vaduzi vár (németül Schloss Vaduz, alemannul Schloss Vadoz) a liechtensteini hercegi család hivatalos rezidenciája.

## Története
A 700 éves kastély 1712 óta Liechtenstein hercegének tulajdona. 1938 óta a  hercegi család hivatalos rezidenciája is, ezért nem látogatható. A 12. századi öregtorony és a keleti oldalon álló épületek a legidősebbek.

## Képek

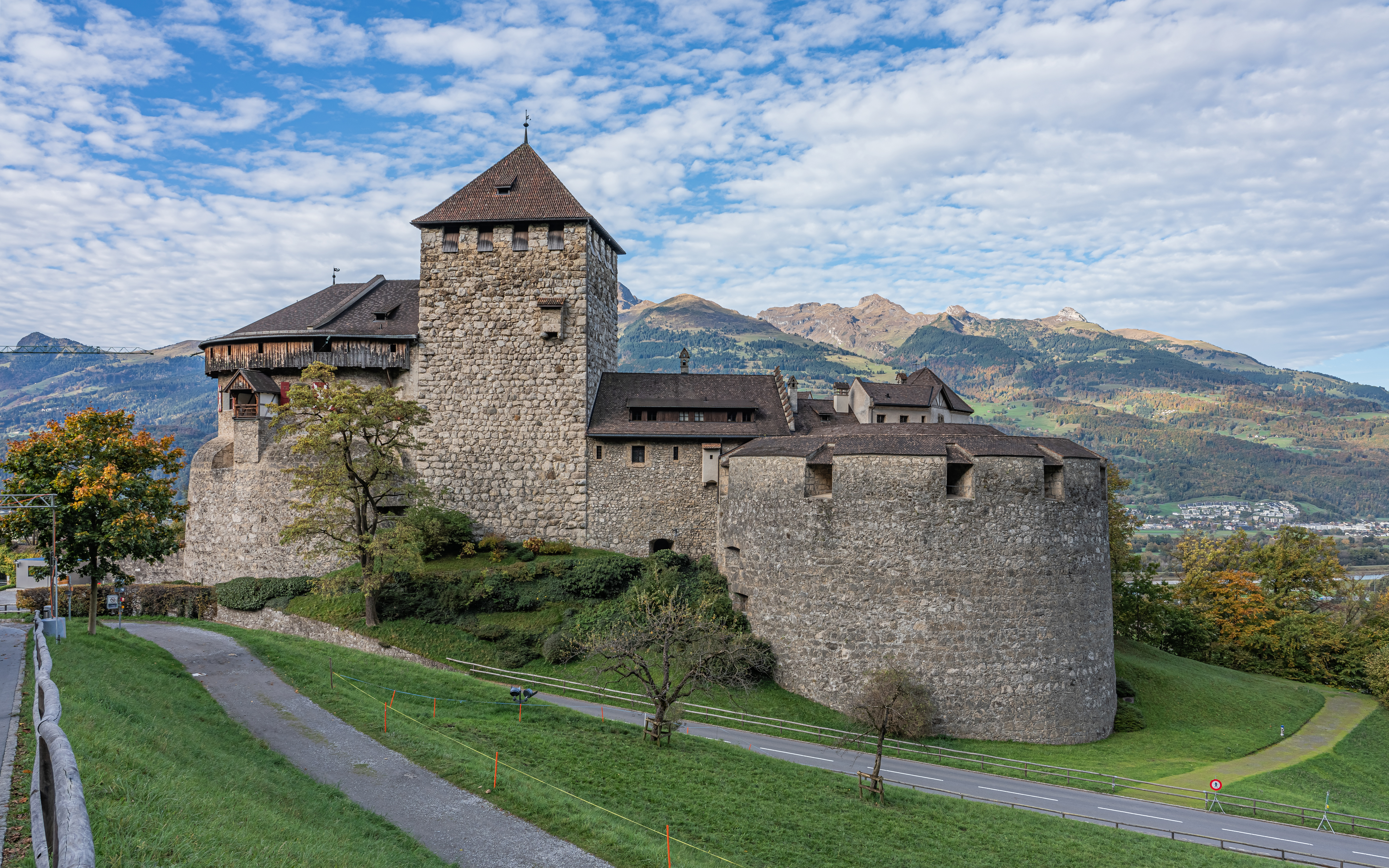
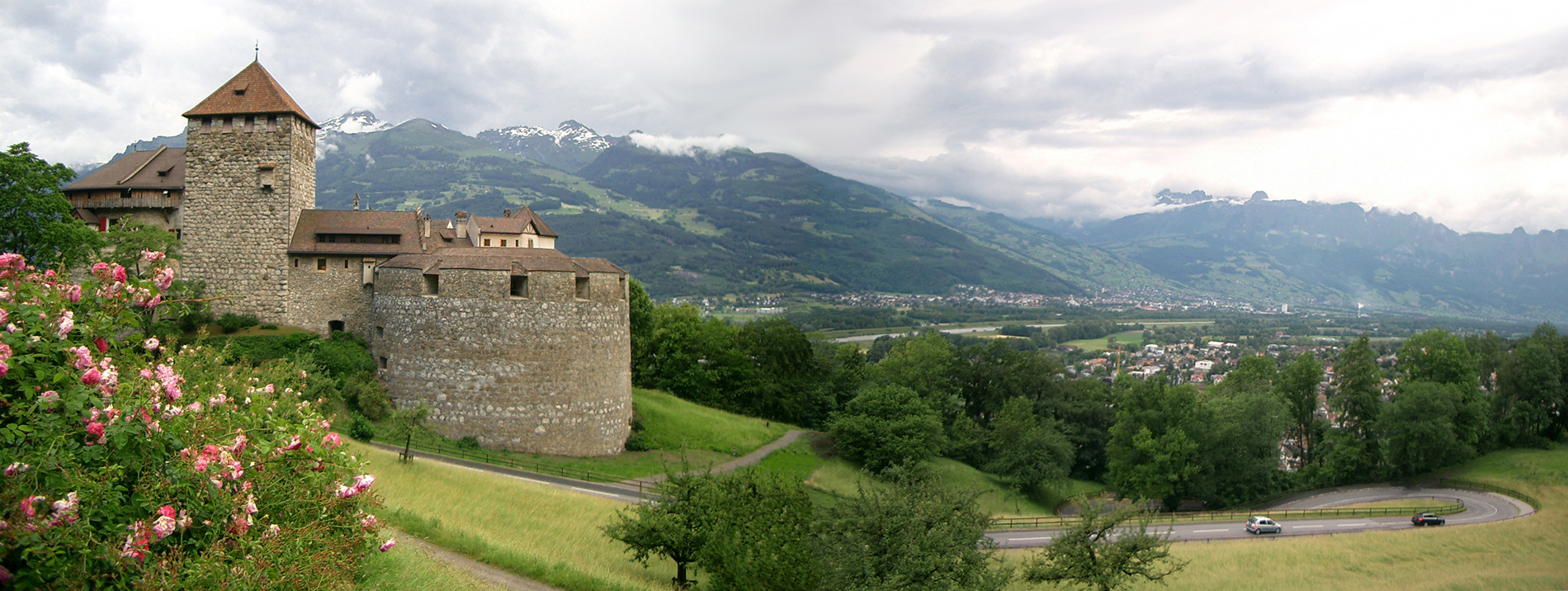
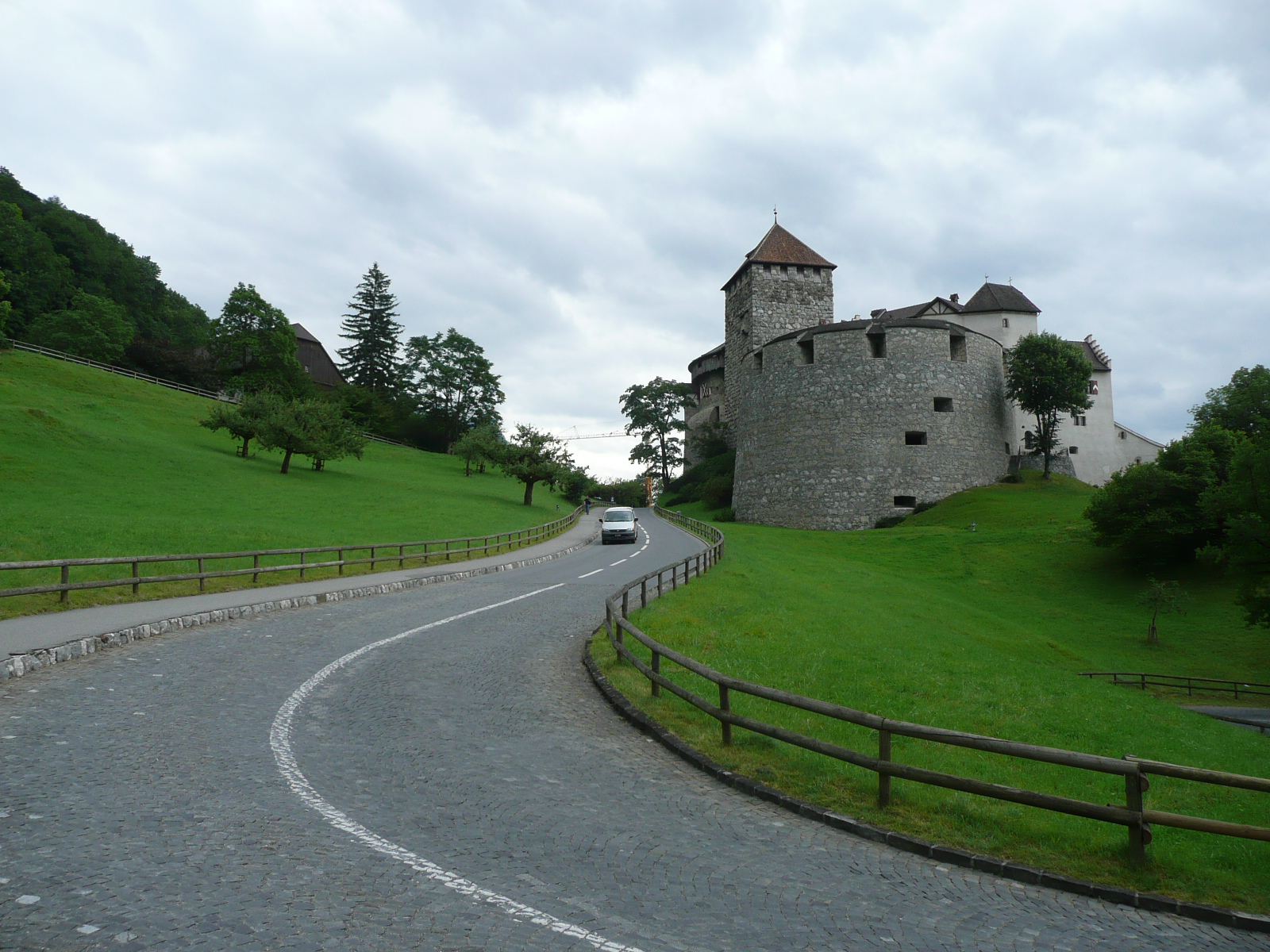
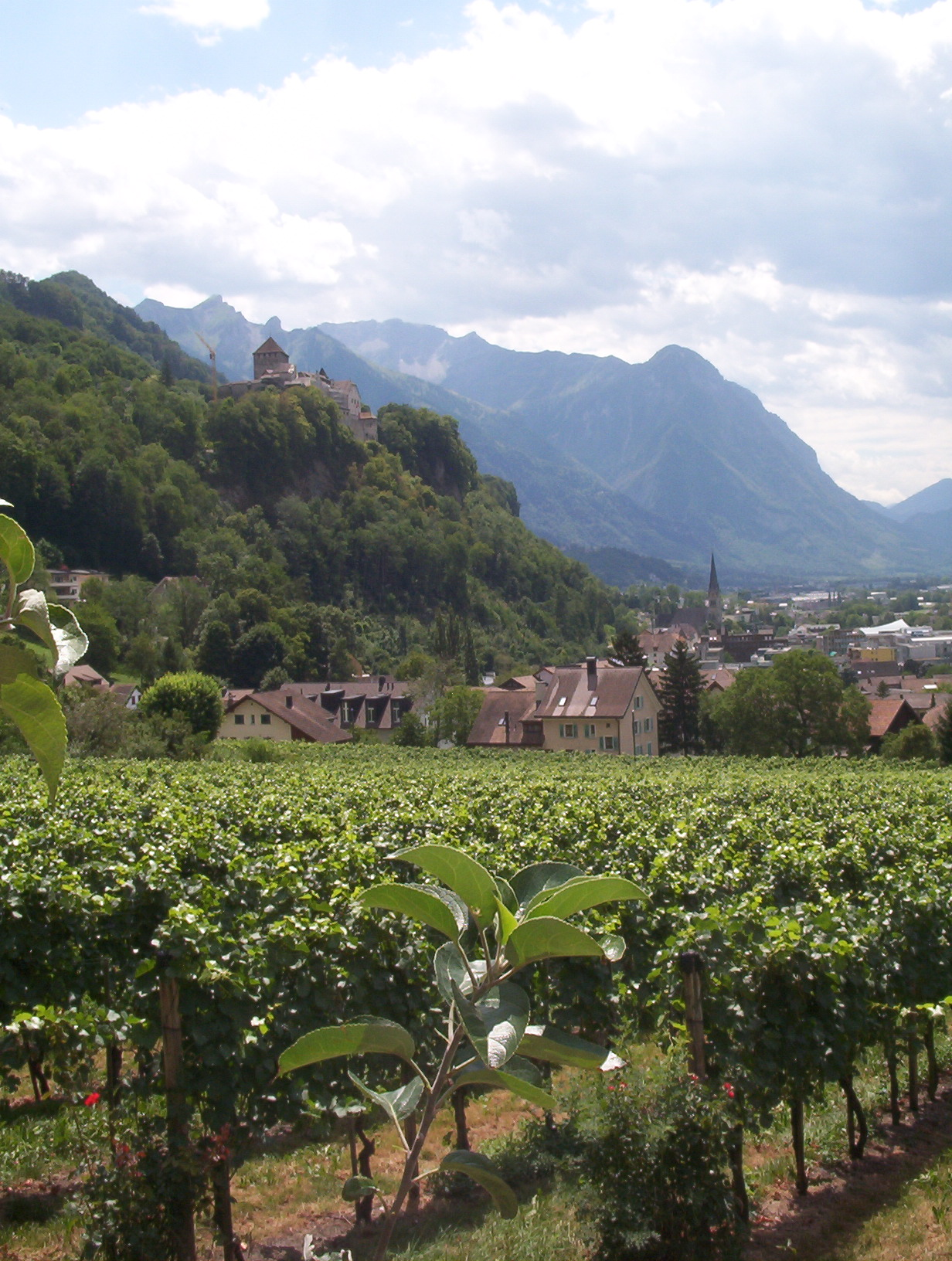
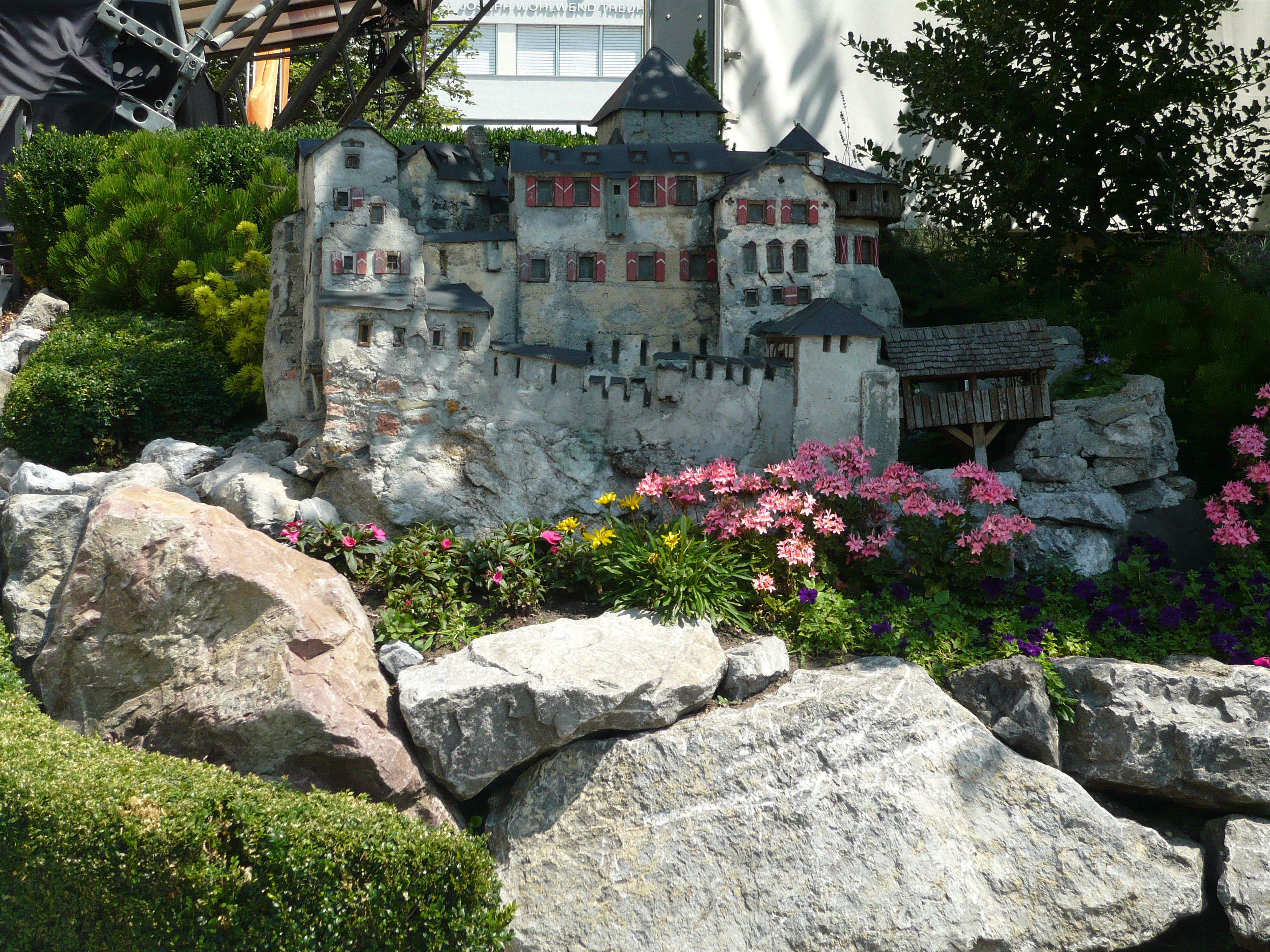
A vár makettje
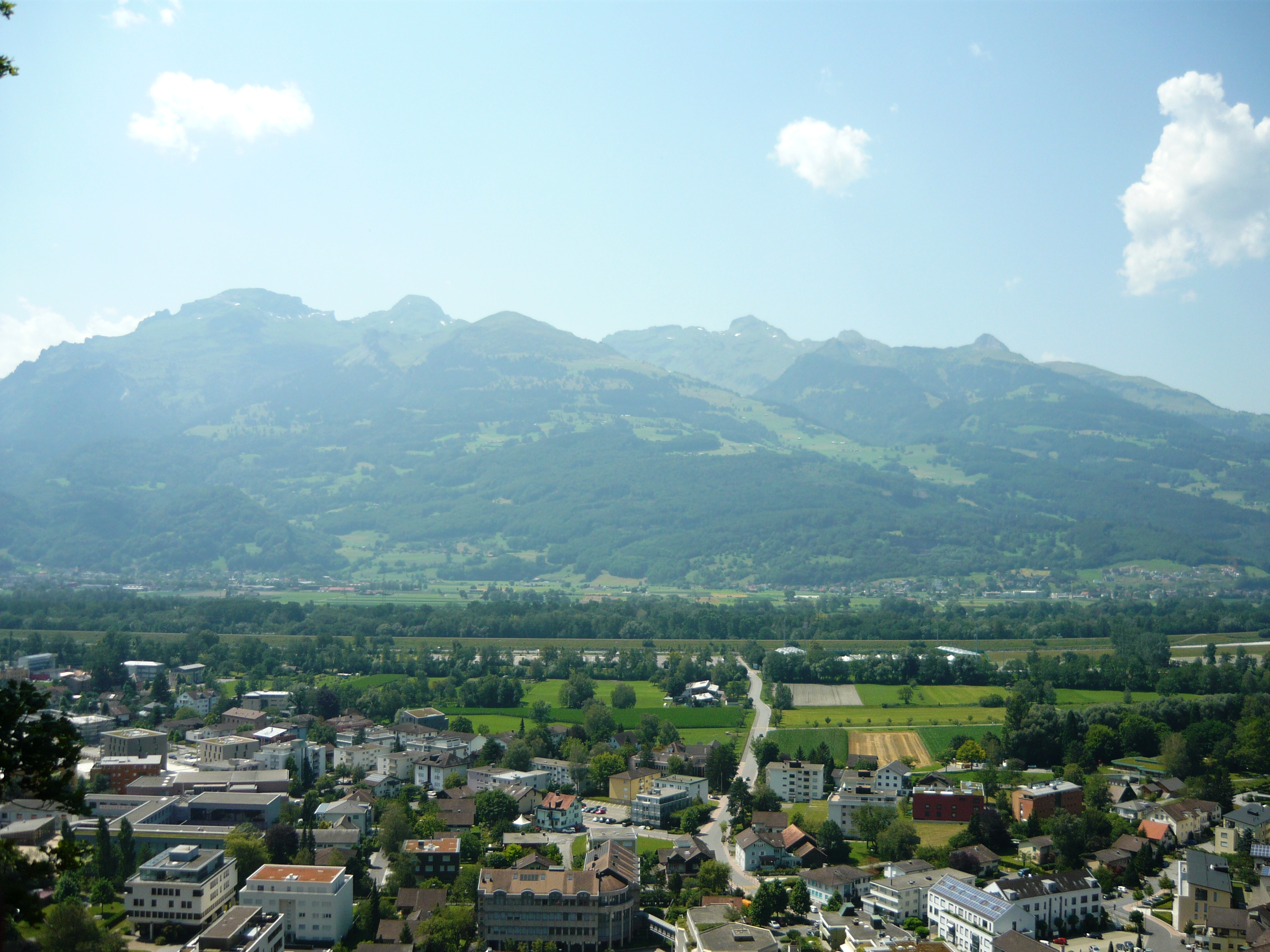
Kilátás a várhoz vezető erdei ösvényről